# Câmpina
Câmpina (pronunciat en romanès: [ˈKɨmpina]) és una ciutat del comtat de Prahova, Romania, al nord de la seu del comtat de Ploiești, situada a la ruta principal entre Valàquia i Transsilvània. La seva existència s'acredita per primera vegada en un document de 1503. Es troba a la regió històrica de Muntènia.

## Història
Antigament un lloc duaner de la ruta comercial entre Transsilvània i Valàquia, la ciutat es va desenvolupar a finals del segle xix i principis del segle XX com a centre d'extracció i processament de petroli. Entre 1897 i 1898, Câmpina va ser la seu de la refineria de petroli més gran d'Europa.

## Residents notables
- Bogdan Petriceicu Hașdeu, filòleg i escriptor
- Eugen Jebeleanu, poeta
- Nicolae Grigorescu, pintor

## Clima
Câmpina té un clima continental humit (Cfb a la classificació climàtica de Köppen).

## Atraccions turístiques
- Museu Memorial "Nicolae Grigorescu"
- Castell Iulia Hasdeu
- Biserica de la Han (de la brazi) (The Inn Church)
- Centre Cultural Geo Bogza
- Casa Tineretului (La casa dels joves)
- The House with Griffons (l'actual ajuntament), el primer edifici amb portes elèctriques de Romania.
- La capella Hernea
- La parròquia de Sant Nicolau
- Fântâna cu Cireși (al turó del Muscel)
- Turons del Muscel, Ciobu i Piţigaia
- Ribera Prahova i Doftana
- A prop de la presa "Paltinu"

## Educació
Hi ha 5 instituts a Campina:
- Col·legi Nacional Nicolae Grigorescu
- Institut Forestier Industrial
- Batxillerat industrial energètic
- Col·legi Tècnic Constantin Istrati
- Batxillerat industrial de construcció de màquines

També hi ha una escola d'agents de policia a Câmpina, Școala de Agenți de Poliție "Vasile Lascăr", una de les dues escoles d'agents de policia del país i l'escola d'infermeria i farmàcia Louis Pasteur.

## Esport
A la ciutat hi ha el club de futbol de tercera divisió FC Unirea Câmpina i el club de futbol de quarta divisió FCM Câmpina, fundat el 1936.

## Població
- 1900: 2.500
- 1912: 8.500
- 1948: 22.800
- 2002: 38.758
- 2011: 32.935